# 米川村 (山口県玖珂郡)
米川村（よねかわそん）は、山口県玖珂郡にあった村。現在の岩国市周東町の南西部にあたる。

## 地理
- 山岳 ： 烏帽子岳、源九郎山、樽山
- 河川 ： 島田川（米川）

## 歴史
- 1889年（明治22年）4月1日 - 町村制の施行により、上須通村・下須通村・差川村・西長野村・樋余地村の区域をもって発足。
- 1955年（昭和30年）4月1日 - 高森町・祖生村・川越村と合併して周東町が発足。同日米川村廃止。

## 交通

### 鉄道路線
- 日本国有鉄道
  - 岩徳線
    - 米川駅

現在は旧村域を山陽新幹線が通過するが、当時は未開業。

### 道路
- 国道2号